# Bandar-e Jask
Bandar-e Jask (persiska: بندر جاسك), eller bara Jask (جاسک), är en hamnstad i provinsen Hormozgan i södra Iran. Den är administrativ huvudort för delprovinsen (shahrestan) Jask, och folkmängden uppgår till cirka 17 000 invånare. Bandar-e Jask är belägen vid Omanviken, omkring 1 690 km söder om Teheran.
Här finns en bas som används av Irans flotta och invigdes den 28 oktober 2008. Basens läge låter Irans flotta stänga Hormuzsundet och hindra en "fiende" från att segla in i Persiska viken. Amiral Habibollah Sayyari sade vid invigningen att Iran "skapar en ny försvarsfront i området, med tanke på en ny icke-regional fiende." Jasks hamn har föreslagits som slutstation för Neka-Jask-rörledningen. Staden har en flygplats.

### Fotnoter
1. ↑   www.amar.org.ir; Resultat från folkräkningen i Iran 2016 Läst 21 juni 2016.
2. ↑  Bandar-e Jask på GEOnet Names Server via denna länk. Öppna "Advanced Search", använd  "-3067830" i "Unique Feature Id" och klicka på "Search Database"
3. ↑  اطلس گیتاشناسی استانهای ایران [Atlas Gitashenasi Ostanhai Iran] (Gitashenasi Province Atlas of Iran)
4. ↑  ”Iran 'opens naval base' near Gulf”. BBC News. 28 oktober 2008. http://news.bbc.co.uk/1/hi/world/middle_east/7694947.stm. Läst 28 oktober 2008.
5. ↑  ”Iran opens Gulf naval base”. Al Jazeera. 28 oktober 2008. http://english.aljazeera.net/news/middleeast/2008/10/2008102815304075949.html. Läst 28 oktober 2008.
6. ↑  ”Iran 'opens naval base' near Gulf”. BBC. 28 oktober 2008. http://news.bbc.co.uk/1/hi/world/middle_east/7694947.stm. Läst 28 oktober 2008.